# داني تايلور (لاعب كرة قاعدة)
داني تايلور (بالإنجليزية: Danny Taylor)‏ هو لاعب كرة قاعدة أمريكي، ولد في 23 ديسمبر 1900، وتوفي في 11 أكتوبر 1972 في لاتروب في الولايات المتحدة.

## وصلات خارجية
- داني تايلور على موقعبيزبول رفرنس.كوم (الدوري الرئيسي) (الإنجليزية)
- داني تايلور على موقعبيزبول رفرنس.كوم (الدوري الثانوي) (الإنجليزية)